# John Dalton
Pour les articles homonymes, voir John Dalton (homonymie) et Dalton.
John Dalton, né le 6 septembre 1766 à Eaglesfield et mort le 27 juillet 1844 à Manchester, est un chimiste et physicien britannique.
Il est connu surtout pour sa théorie atomique, publiée en 1808, ainsi que pour ses recherches sur le daltonisme.

## Biographie
John Dalton vient d’une humble famille quaker. Sa mère, Deborah Greenup, et son père, Joseph Dalton ont eu trois enfants : Jonathan, John, Marie. Grâce à l'aide de son père et d'un ami de la famille, John Fletcher, professeur à l'école des quakers d'Eaglesfield, Dalton a reçu une excellente formation en mathématiques et en sciences physiques. Dalton est une personne qui a le sens de l’enseignement dès l'enfance. À la retraite de John Fletcher en 1778, il commence lui aussi à enseigner dans cette école. Il ne reçoit que cinq shillings par semaine, ce qui l'oblige, trois ans plus tard, à reprendre le travail à la ferme. Toutefois, pendant ce temps, il reçoit de la part d'un de ses proches, Elihu Robinson, un enseignement en mathématiques.
L’année suivante, à ses quinze ans, il redevient enseignant dans une école privée dirigé par un de ses proches parents. Il exercera cette activité avec passion tout au long de sa vie. En 1781, il quitte son village natal pour devenir l'assistant de son cousin George Bewley, qui s'occupe d'une école à Kendal. Il y passe les douze années suivantes et, en 1785, à la retraite de ce dernier, il en devient le directeur adjoint, avec son frère aîné Jonathan.
En 1804 et 1809, Dalton est invité à enseigner à Londres, puis en 1822, il devient membre de la Royal Society (« Société royale »). En 1826, il reçoit la Royal Medal (« Médaille royale »). En 1830, Dalton devient l'un des huit associés étrangers de l'Académie française des sciences. Au cours de l'année 1833, les universités d'Oxford et d'Edimbourg lui décernèrent simultanément le titre de docteur.
En dépit d’un accident vasculaire cérébral mineur subi en 1837, puis d’un second en 1838, qui a laissé une déficience de la parole, il a conservé sa capacité à effectuer des expériences. Après avoir subi un nouvel AVC, en mai 1844, qui le laisse avec un tremblement dans la main, il note consciencieusement, comme tous les autres jours, sa dernière observation météorologique dans son journal, le 26 juillet, avant d’être retrouvé mort tombé de son par son domestique,.

## Travaux
Vers 1790, il pense se diriger vers le droit ou la médecine, mais ses projets reçoivent peu d'encouragements de la part de ses proches et il reste à Kendal jusqu'à son départ pour Manchester au printemps 1793. Il est nommé professeur de mathématiques et de philosophie naturelle au New College de Manchester. Il tient cet emploi jusqu'en 1799, lorsque le collège est déplacé à York. Il devient alors professeur de mathématiques et de chimie à la Warrington Academy où il installa un laboratoire de recherches de bonne qualité. Ses travaux ont rapidement suscité l'attention du monde scientifique de l'époque.

### En météorologie
Dalton commence, en 1787, une série d'observations météorologiques qu'il poursuivra pendant cinquante-sept ans, accumulant quelque deux cent mille observations et mesures dans la région de Manchester. Son intérêt pour la météorologie le conduit à étudier différents phénomènes, ainsi que les instruments utilisés pour les mesurer. Il est le premier à prouver la validité de l'idée selon laquelle la pluie a pour cause une baisse de température, et non un changement de la pression atmosphérique. Ses premiers travaux publiés en 1793, Meteorological Observations and Essays, ne suscitent que peu d'intérêt dans la communauté scientifique de l'époque.

### Le daltonisme
Mise en garde médicale
À l'âge de 28 ans, il découvre qu'il n'a pas la même vision que le reste de la population. Ce serait, selon certains, la difficulté pour lui à choisir une toge correspondant à son rang dans les cérémonies universitaires qui lui aurait permis de prendre conscience de son déficit dans la perception des couleurs. Le 31 octobre 1794, il présente devant la société philosophique et littéraire de Manchester un article donnant la première description du daltonisme, maladie dont il souffre lui-même. L'explication, telle que la fournit Dalton lui-même dans son article Extraordinary facts relating to the vision of colours, repose en fait sur ses difficultés à corroborer sa vision des couleurs des fleurs avec celle des autres botanistes. Le défaut de la vision colorée est né (pour le rouge et le vert). Cette défaillance porta dès lors le nom de « daltonisme ». Il avait remarqué que son frère présentait les mêmes anomalies, et en avait tiré la conclusion d'une origine héréditaire possible de l'anomalie. Avant sa mort, il souhaita que l'on pratique une autopsie de ses yeux pour confirmer son hypothèse (déjà contestée de son vivant) selon laquelle son déficit serait lié à une anomalie de coloration en bleu de son humeur vitrée (liquide remplissant l'œil). En 1995, l'analyse ADN faite à partir du prélèvement subsistant de ses yeux permit de confirmer que Dalton était bien porteur de l'anomalie génétique caractéristique du daltonisme, et précisément de deutéranopie.

### La découverte de la «théorie atomique»
En 1800, Dalton devient secrétaire de la Société littéraire et philosophique de Manchester (Lit & Phil), et l'année suivante, il présente oralement une importante série d'articles intitulée Essais expérimentaux sur la constitution des gaz mélangés, sur la pression de vapeur d'eau et d'autres vapeurs à températures différentes, à la fois dans le vide et dans l'air ; à l'évaporation et à la dilatation thermique des gaz. Ces quatre essais ont été publiés dans les Mémoires de la Lit & Phil, en 1802. Le second de ces essais s'ouvre avec la remarque frappante : « On ne peut guère conserver le moindre doute au sujet de la réductibilité de tous les fluides élastiques [les gaz], quels qu'ils soient, en liquides, et nous ne devons pas désespérer de l'effectuer à de basses températures par de fortes pressions exercées sur les gaz non mélangés. » Après avoir décrit les expériences pour déterminer la pression de vapeur d'eau à différents points entre 0 et 100 °C, Dalton conclut à partir des observations sur la pression de vapeur de six liquides différents, que la variation de la pression de vapeur de l'ensemble des liquides est équivalente, pour une même variation de la température, à la vapeur prise en compte à une pression donnée. Au quatrième essai, il remarque : « Je ne vois aucune raison suffisante pour que nous ne puissions pas conclure que tous les fluides élastiques sous la même pression se dilatent à parts égales sous la chaleur et que, pour toute dilatation donnée de mercure, la dilatation correspondante de l'air est proportionnellement un peu moins élevée à plus haute température. Il semble donc que les lois générales relatives à la quantité absolue et la nature de la chaleur sont plus susceptibles à être dérivées des fluides élastiques que d'autres substances. »:600.

#### La découverte
Ses travaux en météorologie, l’amènent à étudier l’air et les gaz, et donc à étudier la chimie en général.
Dès 1789, la théorie atomique avait été entrevue par Higgins : il supposait que les corps sont composés de particules indivisibles qui s'unissent entre elles dans des proportions définies. John Dalton est le créateur incontesté de la théorie atomique. En étudiant les propriétés physiques de l'air atmosphérique et des autres gaz, Dalton se posa la question suivante : pourquoi les constituants de l'air (azote, oxygène, CO2, vapeur d'eau) ne se séparent-ils pas par ordre de densité (du gaz carbonique, le plus lourd, qui se maintiendrait au niveau du sol, jusqu'à la vapeur d'eau, la plus légère, qui se situerait aux grandes altitudes) et pourquoi ce mélange de gaz reste-t-il constamment homogène ? Tout au long de ses analyses détaillées faites dans toute l'Angleterre (campagnes, villes, villages, vallées, montagnes), l'air était invariable. Il découvrit que dans les mélanges gazeux, chaque constituant se comportait comme s'il était seul dans l'espace considéré. Il fait une conférence devant la Literary and Philosophical Society à Manchester. Durant cette conférence, il expose ses découvertes sur les lois et pour une bonne compréhension de ses travaux, il développe brièvement sa théorie atomique devant un auditoire attentif composé de sept personnes. Il ne s'agit plus dès lors des « atomes » comme l'entendait Démocrite ou des « particules » de Boyle, mais d'une théorie précise, qualitative et aussi quantitative, qui allait montrer son efficacité. Dalton admettait que les gaz sont formés de petites particules qui sont toujours en mouvement. Il pense aussi que les particules (ou les atomes) d'un corps simple sont semblables entre elles, mais qu’elles sont différentes lorsqu'on passe d'un corps à un autre. En somme, une réaction chimique doit pouvoir être identifiée comme étant un agencement nouveau des atomes dans la substance et ces derniers ne subissent aucune altération.
Le 21 octobre 1803, Dalton fait une conférence sur les lois qu'il avait découvertes. Il développe brièvement, devant sept auditeurs, sa théorie atomique pour la première fois, selon laquelle la matière est composée d'atomes de masses différentes qui se combinent selon des proportions simples. Il propose, aussi, un premier tableau portant sur six éléments (H, N, C, O, P, S) et treize combinaisons. Cette théorie, qui sera sa plus importante contribution à la science, est une pierre angulaire de la chimie moderne.

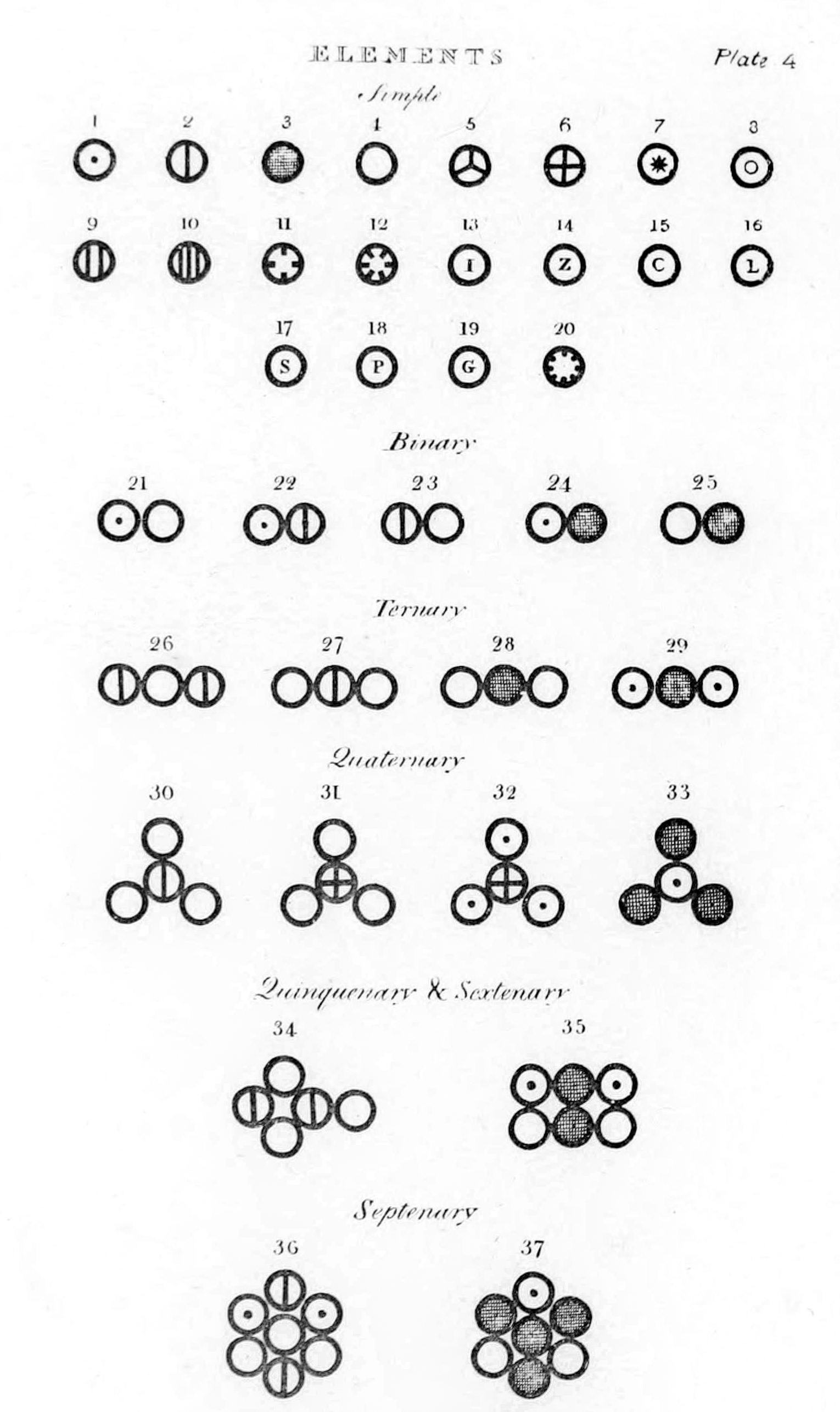
Dessins de divers atomes et molécules tirés de l'ouvrage A New System of Chemical Philosophy (1808) de Dalton.

Dalton pousse ses recherches encore plus loin et dès 1803 (le 6 septembre 1803 d'après son journal de laboratoire), il symbolise les corps simples et les corps composés par des symboles auxquels il donne un poids x de matière (1 à l'atome d'hydrogène, 7 à l'atome d'oxygène, 5 à l'atome d'azote, et ainsi de suite). Dalton présente sa nouvelle nomenclature dans l'ouvrage A New System of Chemical Philosophy (« Un nouveau système de philosophie chimique »), publié à Manchester en 1808. Dans ce livre, Dalton dresse la liste des masses atomiques d'un certain nombre d'éléments rapportés à la masse de l'hydrogène. Tout en n'étant pas entièrement correctes, ces masses forment la base du tableau périodique moderne des éléments. À partir du tableau, on peut faire deux constatations :
- En premier lieu, quand deux éléments ne donnent naissance qu'à un seul composé, Dalton retient l'explication la plus simple, autrement dit la combinaison binaire : on peut donner en exemple le cas de l'eau (qui, en employant le symbolisme actuel, se serait écrit HO).
- D'autre part, lorsque deux éléments sont susceptibles de former deux composés, on adopte une fois de plus la solution la plus simple. En l'occurrence, cette solution est que l'un des composés est binaire et l'autre ternaire. (Exemple : le monoxyde de carbone se serait écrit CO et le gaz carbonique (dioxyde de carbone) aurait été symbolisé par CO2, de la même façon qu'aujourd'hui).

Il est important de noter que, à son origine, la théorie atomique reposait bel et bien sur une conception a priori et présentait un certain tour mathématique. Ces deux raisons sont suffisantes pour la rendre douteuse aux yeux de certains chimistes. La nouvelle venue de la « théorie atomique » déclencha de violentes controverses avant de rencontrer un universel accueil. C'est ainsi que l'on nomma John Dalton le père de la théorie atomique.
Les expériences de Dalton ont été écrites et publiées dans System of Chemistry de Thomson.

#### Impacts
La théorie de Dalton fut un développement énorme par rapport à la théorie de Démocrite. Cette théorie permit d'expliquer plusieurs résultats obtenus antérieurement. Dalton proposait ainsi une explication à la loi des proportions définies de Proust. Sans le savoir, Dalton orienta les travaux et les recherches de plusieurs chercheurs. En mettant la théorie à l'épreuve, Amedeo Avogadro montra que des volumes de gaz égaux, peu importe leur nature, renferment des nombres de particules égaux. Deux siècles après la publication de la théorie atomique énoncée par Dalton, elle est encore acceptée. Il y a eu des conséquences à la théorie ; en voici une : si deux éléments peuvent se combiner pour donner plusieurs corps composés, un nombre entier d'atomes de l'un de ces éléments doit s'unir avec un nombre entier d'atomes de l'autre élément. À partir de cet instant, la loi des proportions multiples, ou loi de Dalton, s'applique. Le chimiste anglais arriva à cette conclusion à la suite de ses expériences sur le méthane et sur l'éthylène. Cependant cette loi avait déjà été établie pour quelques cas particuliers. Pourtant cette loi est à la base même des formules modernes de chimie, et sa signification profonde doit être bien comprise.
En honneur de son travail, le terme dalton (symbole Da) est parfois employé comme synonyme de l'unité de masse atomique en chimie et surtout en biochimie. Les masses moléculaires des protéines et autre macromolécules sont souvent citées en kilodalton (kDa).

### Autres travaux
Dalton étudia surtout les phénomènes produits par l’action de la chaleur sur les gaz et les vapeurs. En travaillant sur les constituants de l'air, il découvrit, à peu près en même temps que Louis Joseph Gay-Lussac, la loi sur la dilatation uniforme des gaz. Ces deux chercheurs trouvèrent la même valeur pour le coefficient de dilatation p = 1/266 = 37,6  × 10-4. Quelques années plus tard, deux autres chercheurs corrigèrent cette valeur et trouvèrent p = 1/273 = 36,6  × 10-4.
Puis, au cours de ses recherches, il découvre la loi des pressions partielles des mélanges gazeux (loi de Dalton), selon laquelle la pression totale exercée par un mélange de gaz est égale à la somme des pressions individuelles qu'exercerait chacun des gaz s'il occupait seul le volume entier. Il fait ainsi progresser la chimie en énonçant la loi des proportionnalités multiples et celle des mélanges des gaz.

## Publications
- A New System of Chemical Philosophy (1808-1827), t. I, t. II et t. III.
- (en) Meteorological Observations and Essays, Manchester, Harrison and Crosfield, 1834, 2e éd. (lire en ligne).
- (en) Foundations of the Atomic Theory, Edinburgh, William F. Clay, 1893 (lire en ligne).
- (en) Foundations of the Molecular Theory, Édimbourg, William F. Clay, 1893 (lire en ligne). — Comprend des essais de Joseph Louis Gay-Lussac et Amedeo Avogadro.
- (en) A new system of chemical philosophy, Londres, 1808 (ISBN 978-1-153-05671-7, lire en ligne).
- (en) John Dalton Papers, Manchester, John Rylands Library (lire en ligne).
- (en) A New System of Chemical Philosophy, Science History Institute (lire en ligne).
- (en) Extraordinary Facts Relating to the Vision of Colours : With Observations, Paris (lire en ligne). ].